# Strandgård

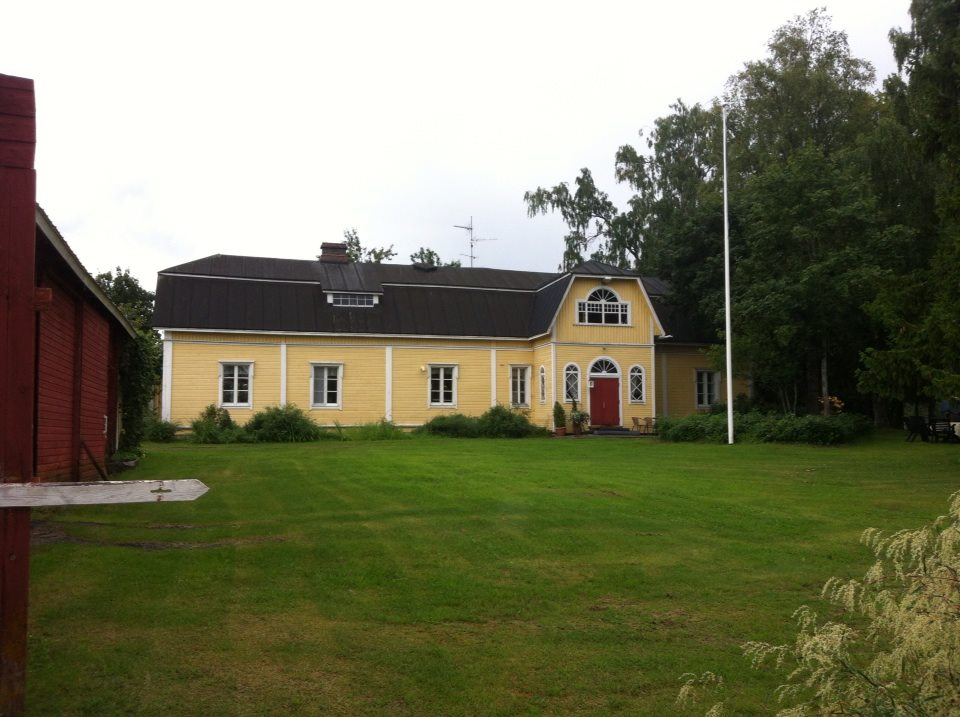
Strandgård (finska Rantakartano) i Rantasalmi, Finland.

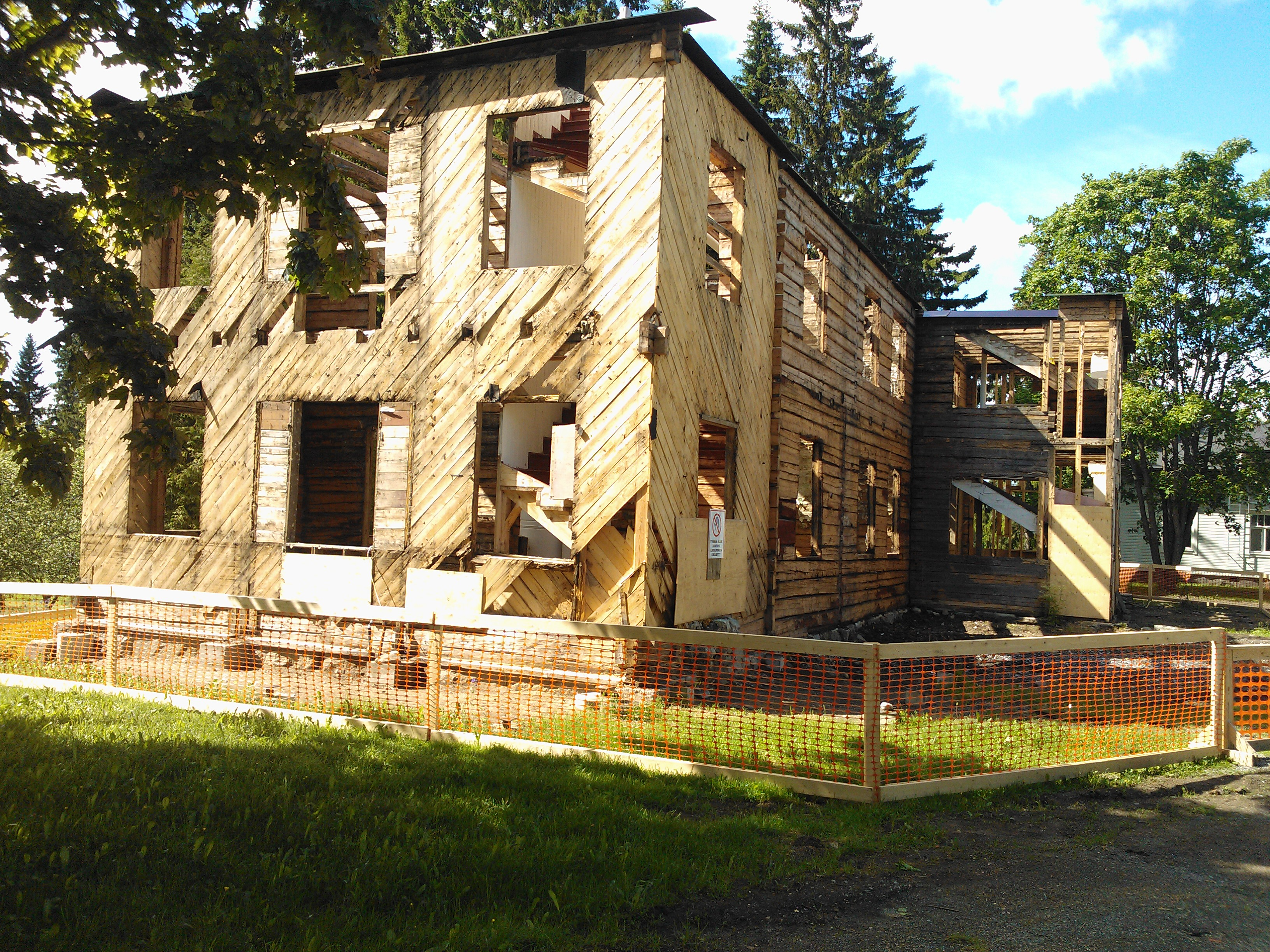
Papinniemi herrgårdsbyggnad efter branden 2011.

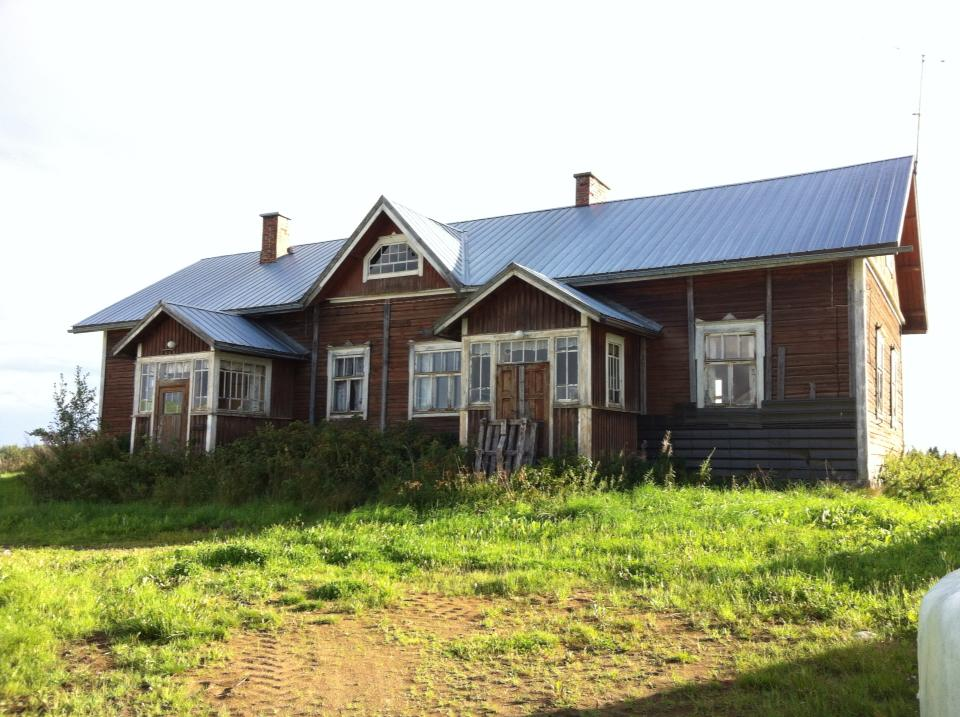
Gammal byggnad i Kolkontaipale, Rantasalmi, Finland. Byggnaden är typisk för de herrskapsbyggnader som fungerat som mindre herrgårdar, rusthåll och officersboställen och vilka senare ofta vuxit ut till de för regionen typiska herrgårdsbyggnaderna i trä.

Strandgård (finska: Rantakartano) är en herrgård och tidigare kungsgård i Rantasalmi kommun i landskapet Södra Savolax i östra Finland.

## Historia
Strandgård anlades som kungsgård och kan dokumenteras till 1500-talets första hälft. Den är första gången nämnd 1538 som en förläning till en Tomas Uttermark, och 1550 som bostad för länsmannen Hartvig Sigfridsson. År 1556 övergick rollen som kungsgård till Lankila gård (i äldre tid kallad Kauppilanpelto).
På Strandgårds marker anlades senast på 1560-talet ett bruk för salpetertillverkning, en verksamhet som pågick åtminstone till 1640-talet. Till gårdens ägor hörde redan från tiden som kungsgård även en utgård i Heinävesi, kallad Papinniemi. Papinniemi blev egen herrgård på 1770-talet, då ägaren fänrik Johan (Johansson) Kyander anlade en större byggnad och valde att flytta till denna istället. Papinniemi blev efter storskiftet 1804 officiellt godsets huvudgård och Strandgård därmed utgård. Ägorna delades genom arvskifte 1840. Papinniemi blev efter den nya gränsdragningen vid Finska vinterkrigets fredsslut 1940 den plats där Valamo nya kloster anlades, efter att det gamla klostret på en ö i sjön Ladoga hamnat på den sovjetiska sidan. Papinniemis herrgårdsbyggnad, som på senare år länge stått oanvänd, förstördes i en brand 2011.
På 1800-talet var Strandgårds areal 280 hektar (1859) och hade fem underlydande torp (1830), medan Papinniemis ägor omkring 1830 omfattade 1 806 hektar och 30 torp.

## Byggnaden
Strandgård är till sin grundstruktur typisk för de små rusthållen och herrgårdarna i östra Finland. De förefaller utan undantag ha varit timrade envåningsbyggnader, med eller utan stengrund. Byggnadernas vidd varierade föga, fasaderna hade plats för omkring sju fönster- och dörröppningar och var försedda med två enkla ingångar med förstugor som ofta i något förändrad form överlevt in i modern tid. Först under 1800-talet fick de flesta av dessa byggnader ett utseende som vi idag förknippar med herrgårdar, ofta genom tillägg av verandor samt helt eller delvis en andra våning.  Strandgårds  huvudbyggnads nuvarande form är resultatet av en ombyggnad på 1910-talet i finsk jugendstil.

## Ägare
På 1640-talet när tiden som salpetersbruk upphörde övergick Strandgård i Erik Sölfverarms ägo, och ärvdes av hans son Johan Adolf Sölfverarm 1671. Då denne dog barnlös ärvdes gården i sin tur av hustrun Helena Kyander, och genom hennes andra äktenskap var Strandgård en tid i Karl Gustav Svärdfelts ägo. När även denne dog barnlös 1710, förvärvades gården av pastorn Johan Kyander, bror till änkan, vilken även ägde gårdarna Kolkonhovi och Tornioniemi. Strandgård förblev i släkten Kyanders ägo fram till 1860-talet, och den tidigare utgården Papinniemi - från 1804 huvudgård - ytterligare ett par årtionden. Därefter har Strandgård ägts av släkterna Taskinen och Paunonen.